# Alnabru

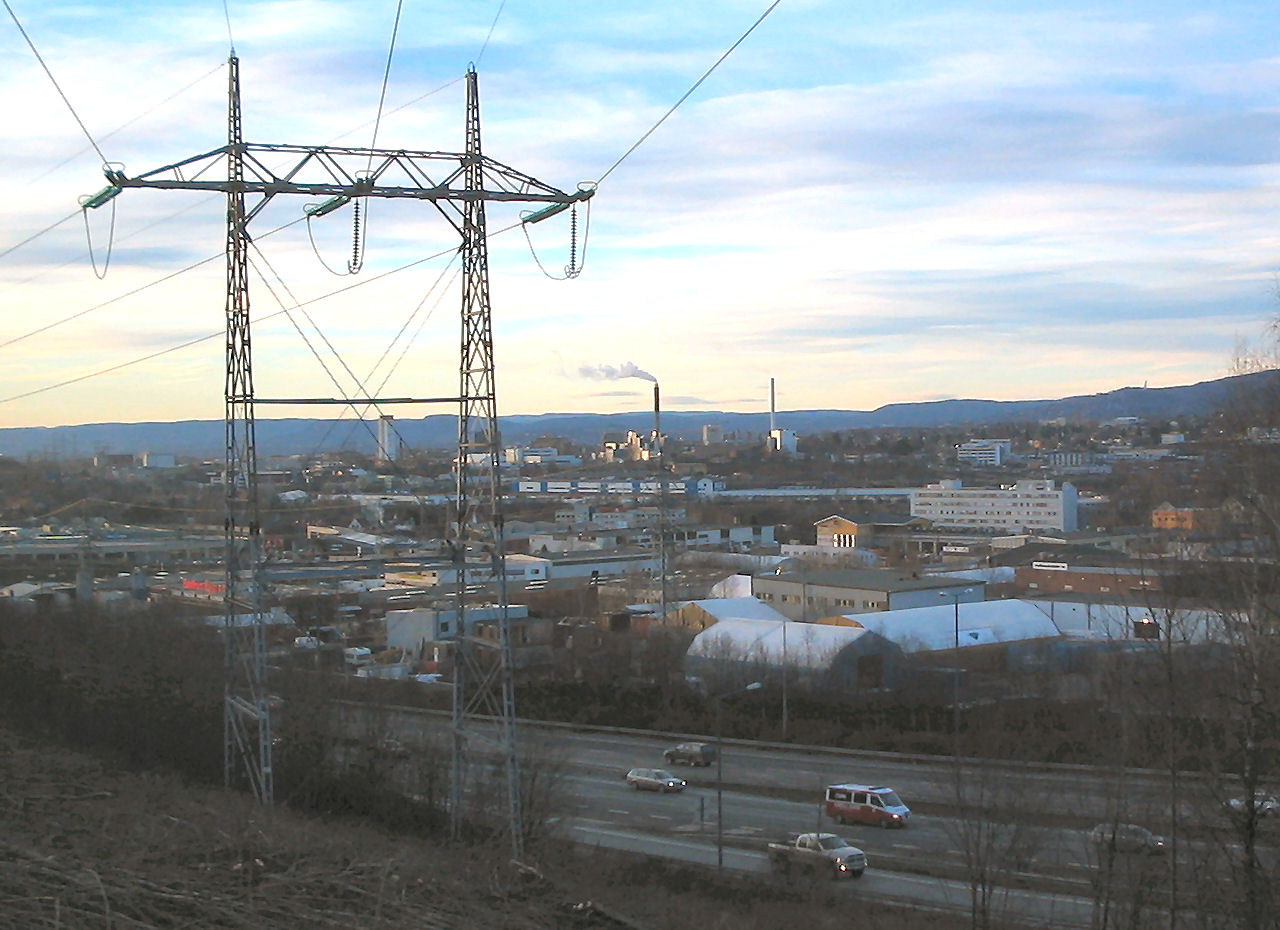
E6 vid Alnabru

Alnabru är en stadsdel i Oslo, belägen mitt i den södra delen av Groruddalen. Namnet Alnabru kommer från att området ligger vid Alnaelva och den gamla Alna gård. Dessa har också gett namn till stadsdelen Alna där stadsdelen Alnabru är belägen.
Stadsdelen är ett industriområde och förmodligen mest känd för sin godsterminal. Detta är Oslos huvudterminal för transport av varor och är belägen vid järnvägslinjen Hovedbanen på området som tidigare var känt som Alnabru station. Alnabru är stopplatsen för godstågen medan Alna station, omkring 300 meter längre upp på Hovedbanen, är stopplatsen för persontrafik. E6 går också förbi Alnabru, något som gör området lättillgängligt, men det medför mycket biltrafik. 